# UBS証券
UBS証券株式会社は、日本の証券会社。スイスのチューリヒとバーゼルに本社をおくUBSグループ（UBS Group AG）の日本法人。

## 組織
日本におけるUBSグループの投資銀行部門（外国為替を除くUBSインベストメント・バンク）を構成している。UBS銀行東京支店（ウェルス・マネジメントとインベストメント・バンク外国為替を担う）、UBSグローバル・アセット・マネジメント株式会社は同じUBSグループの別会社である。東京都千代田区を本社とし、愛知県名古屋市と大阪府大阪市に営業所をもつ。これらの営業所は、UBSウェルス・マネジメントの営業拠点である。

## 歴史
UBS証券株式会社は、前身であるケイマン法人のUBS証券会社（UBS Securities Japan Ltd）東京支店を日本法人化したもので、平成24年3月から営業を行っている。